# Aire d'attraction de Nantes
L'aire d'attraction de Nantes est un zonage d'étude défini par l'Insee pour caractériser l’influence de la commune de Nantes, dans le département de Loire-Atlantique en France, sur les communes environnantes. Publiée en octobre 2020, elle se substitue à l'aire urbaine de Nantes, qui comportait 108 communes dans le dernier zonage qui remontait à 2010.

## Définition
L'aire d'attraction d'une ville est composée d’un pôle, défini à partir de critères de population et d’emploi ainsi que d’une couronne constituée des communes dont au moins 15 % des actifs travaillent dans le pôle. Le pôle d’attraction constitue ainsi un point de convergence des déplacements domicile-travail,.

## Type et composition
L’aire d'attraction de Nantes est une aire inter-départementale qui comporte 116 communes : 115 situées en Loire-Atlantique et 1 dans la Vendée (Saint-Philbert-de-Bouaine). 
Elle est catégorisée dans les aires de 700 000 habitants ou plus (hors Paris), une catégorie qui regroupe 19,7 % au niveau national.

### Carte

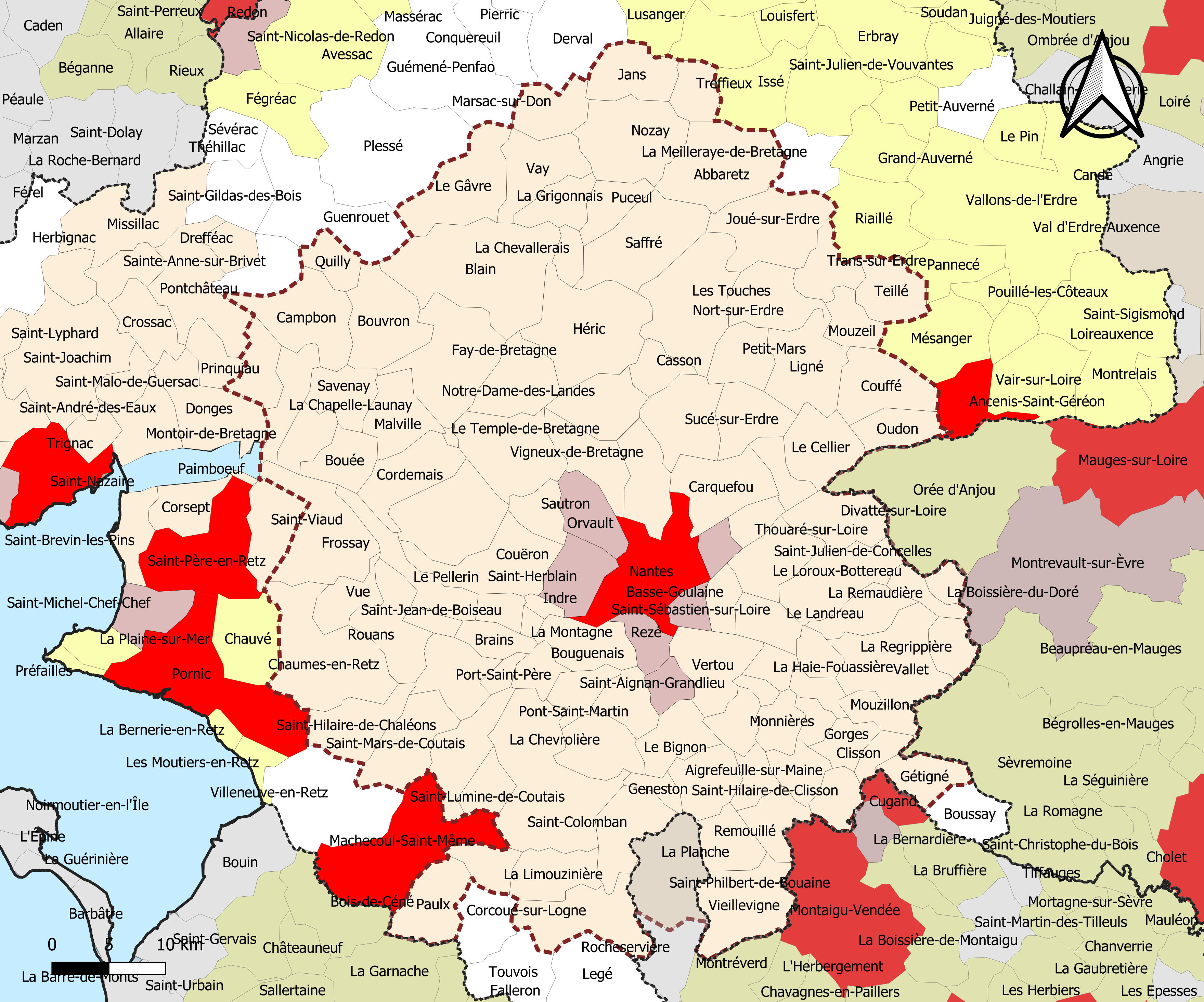
Carte de l'aire d'attraction de Nantes.
Commune-centre
Commune du pôle principal
Commune de la couronne

### Composition communale
| Catégorie                  | Département      | Communes | Communes |
| Catégorie                  | Département      | Nombre   | Libellé |
| -------------------------- | ---------------- | -------- | --- |
| Commune-centre             | Loire-Atlantique | 1        | Nantes. |
| Communes du pôle principal | Loire-Atlantique | 6        | Orvault, Rezé, Saint-Herblain, Sainte-Luce-sur-Loire, Saint-Sébastien-sur-Loire, Les Sorinières. |
| Communes de la couronne    | Loire-Atlantique | 108      | Abbaretz, Aigrefeuille-sur-Maine, Chaumes-en-Retz, Basse-Goulaine, Le Bignon, Blain, La Boissière-du-Doré, Bouaye, Bouée, Bouguenais, Bouvron, Brains, Campbon, Carquefou, Casson, Le Cellier, Divatte-sur-Loire, La Chapelle-Heulin, La Chapelle-Launay, La Chapelle-sur-Erdre, Château-Thébaud, Cheix-en-Retz, La Chevrolière, Clisson, Cordemais, Couëron, Couffé, Fay-de-Bretagne, Frossay, Le Gâvre, Gétigné, Gorges, Grandchamp-des-Fontaines, La Haie-Fouassière, Haute-Goulaine, Héric, Indre, Jans, Joué-sur-Erdre, Le Landreau, Lavau-sur-Loire, Ligné, La Limouzinière, Le Loroux-Bottereau, Maisdon-sur-Sèvre, Malville, La Marne, Marsac-sur-Don, Mauves-sur-Loire, Monnières, La Montagne, Montbert, Mouzeil, Mouzillon, Nort-sur-Erdre, Notre-Dame-des-Landes, Nozay, Oudon, Le Pallet, Paulx, Le Pellerin, Petit-Mars, La Planche, Pont-Saint-Martin, Port-Saint-Père, Prinquiau, Puceul, Quilly, La Regrippière, La Remaudière, Remouillé, Rouans, Saffré, Saint-Aignan-Grandlieu, Saint-Colomban, Corcoué-sur-Logne, Saint-Étienne-de-Montluc, Saint-Fiacre-sur-Maine, Saint-Hilaire-de-Chaléons, Saint-Hilaire-de-Clisson, Saint-Jean-de-Boiseau, Saint-Julien-de-Concelles, Saint-Léger-les-Vignes, Saint-Lumine-de-Clisson, Saint-Lumine-de-Coutais, Saint-Mars-de-Coutais, Saint-Mars-du-Désert, Sainte-Pazanne, Saint-Philbert-de-Grand-Lieu, Sautron, Savenay, Sucé-sur-Erdre, Teillé, Le Temple-de-Bretagne, Thouaré-sur-Loire, Les Touches, Trans-sur-Erdre, Treffieux, Treillières, Vallet, Vay, Vertou, Vieillevigne, Vigneux-de-Bretagne, Vue, La Chevallerais, Geneston, La Grigonnais. |
| Communes de la couronne    | Vendée           | 1        | Saint-Philbert-de-Bouaine. |